# アフリカスイギュウ
アフリカスイギュウ（Syncerus caffer）は、哺乳綱偶蹄目ウシ科アフリカスイギュウ属に分類される偶蹄類。本種のみでアフリカスイギュウ属を構成する。

## 呼称
英語における「バッファロー（Buffalo）」という単語はこれは大型のウシ族を意味するフランス語やポルトガル語などの南欧系の言語に由来する言葉である。バイソン属（Bison）とくにアメリカバイソン（Bison bison）に対しても頻繁に使用されるが、この呼称は厳密にはスイギュウの系統を指しており、「バイソン（Bison）」という呼称はギリシャ語に起源を持つ。

## 分類
S. c. caffer (Sparrman, 1779) Southern savannah Buffalo
アフリカ南部および東部
S. c. aequinoctialis Central African savannah buffalo
アフリカ中部（中央アフリカ共和国からスーダンにかけて）
S. c. brachycerosWest African savannah buffalo
アフリカ西部（セネガルからカメルーンにかけて）
S. c. nanus Boddaert, 1875 African forest buffalo
アフリカ西部
2013年に発表されたミトコンドリアDNAのD-LOOP領域の遺伝子の分子系統解析では、本種は大きくアフリカ中部・西部とアフリカ南部・東部の2系統に分かれるという解析結果が得られた。この解析では、2系統は145,000 - 449,000年前に分岐したと推定されている。この説に従うと以下のような分類になるが、亜種S. c. nanusの英名としてサバンナに生息する型も含むため、Forest buffaloを用いるのは避けてWestern African buffaloを英名とすることを提唱している。
Syncerus caffer caffer (Sparrman, 1779)  South-Eastern African buffalo
アフリカ南部および東部
Syncerus caffer nanus Boddaert, 1875 Western African buffalo
アフリカ中部および西部

### 他のウシ族との関連性
英語における「バッファロー（Buffalo）」という単語はこれは大型のウシ族を意味するフランス語やポルトガル語などの南欧系の言語に由来する言葉である。バイソン属（Bison）とくにアメリカバイソン（Bison bison）に対しても頻繁に使用されるが、この呼称は厳密にはスイギュウの系統を指しており、「バイソン（Bison）」という呼称はギリシャ語に起源を持つ。
現生のウシ族では、アフリカスイギュウやアジアスイギュウ（Bubalus arnee）などを含むスイギュウ亜族（Bubalina）とウシ属（Bos）およびバイソン属が分岐しており、2021年に発表された現生ウシ族の遺伝上の関連性は以下の通りになる。
|                     | ノヤク（Bos mutus）+ヤク（B. grunniens）                                                                |
|                     | |
| バイソン属（Bison） | \| \| アメリカバイソン（Bison bison） \| \| \| \| \| \| ヨーロッパバイソン（Bison bonasus） \| \| \| \| |
|                     | \| \| アメリカバイソン（Bison bison） \| \| \| \| \| \| ヨーロッパバイソン（Bison bonasus） \| \| \| \| |
|                     | アメリカバイソン（Bison bison）                                                                         |
|                     | |
|                     | ヨーロッパバイソン（Bison bonasus）                                                                     |
|                     | |

|  | アメリカバイソン（Bison bison）     |
|  |                                     |
|  | ヨーロッパバイソン（Bison bonasus） |
|  |                                     |

|  | バンテン（Bos javanicus）+バリ牛（B. domesticus） |
|  |                                                   |
|  | ガウル（Bos gaurus）+ガヤル（B. frontalis）       |
|  |                                                   |
|  | コープレイ（Bos sauveli）                         |
|  |                                                   |

|                     | ノヤク（Bos mutus）+ヤク（B. grunniens）                                                                |
|                     | |
| バイソン属（Bison） | \| \| アメリカバイソン（Bison bison） \| \| \| \| \| \| ヨーロッパバイソン（Bison bonasus） \| \| \| \| |
|                     | \| \| アメリカバイソン（Bison bison） \| \| \| \| \| \| ヨーロッパバイソン（Bison bonasus） \| \| \| \| |
|                     | アメリカバイソン（Bison bison）                                                                         |
|                     | |
|                     | ヨーロッパバイソン（Bison bonasus）                                                                     |
|                     | |

|  | アメリカバイソン（Bison bison）     |
|  |                                     |
|  | ヨーロッパバイソン（Bison bonasus） |
|  |                                     |

|  | バンテン（Bos javanicus）+バリ牛（B. domesticus） |
|  |                                                   |
|  | ガウル（Bos gaurus）+ガヤル（B. frontalis）       |
|  |                                                   |
|  | コープレイ（Bos sauveli）                         |
|  |                                                   |

|                     | ノヤク（Bos mutus）+ヤク（B. grunniens）                                                                |
|                     | |
| バイソン属（Bison） | \| \| アメリカバイソン（Bison bison） \| \| \| \| \| \| ヨーロッパバイソン（Bison bonasus） \| \| \| \| |
|                     | \| \| アメリカバイソン（Bison bison） \| \| \| \| \| \| ヨーロッパバイソン（Bison bonasus） \| \| \| \| |
|                     | アメリカバイソン（Bison bison）                                                                         |
|                     | |
|                     | ヨーロッパバイソン（Bison bonasus）                                                                     |
|                     | |

|  | アメリカバイソン（Bison bison）     |
|  |                                     |
|  | ヨーロッパバイソン（Bison bonasus） |
|  |                                     |

|  | バンテン（Bos javanicus）+バリ牛（B. domesticus） |
|  |                                                   |
|  | ガウル（Bos gaurus）+ガヤル（B. frontalis）       |
|  |                                                   |
|  | コープレイ（Bos sauveli）                         |
|  |                                                   |

|                     | ノヤク（Bos mutus）+ヤク（B. grunniens）                                                                |
|                     | |
| バイソン属（Bison） | \| \| アメリカバイソン（Bison bison） \| \| \| \| \| \| ヨーロッパバイソン（Bison bonasus） \| \| \| \| |
|                     | \| \| アメリカバイソン（Bison bison） \| \| \| \| \| \| ヨーロッパバイソン（Bison bonasus） \| \| \| \| |
|                     | アメリカバイソン（Bison bison）                                                                         |
|                     | |
|                     | ヨーロッパバイソン（Bison bonasus）                                                                     |
|                     | |

|  | アメリカバイソン（Bison bison）     |
|  |                                     |
|  | ヨーロッパバイソン（Bison bonasus） |
|  |                                     |

|  | バンテン（Bos javanicus）+バリ牛（B. domesticus） |
|  |                                                   |
|  | ガウル（Bos gaurus）+ガヤル（B. frontalis）       |
|  |                                                   |
|  | コープレイ（Bos sauveli）                         |
|  |                                                   |

## 分布
アンゴラ、ウガンダ、エチオピア、ガーナ、ガボン、カメルーン、ギニア、ギニアビサウ、ケニア、コートジボワール、コンゴ共和国、コンゴ民主共和国、ザンビア、シエラレオネ、ジンバブエ、スーダン、セネガル、ソマリア、赤道ギニア、タンザニア、チャド、中央アフリカ共和国、トーゴ、ナイジェリア、ナミビア、ニジェール、ブルキナファソ、ブルンジ、ベナン、ボツワナ、マラウイ、マリ共和国、南アフリカ共和国、南スーダン、モザンビーク、リベリア、ルワンダ。
エリトリア、ガンビア、レソトでは絶滅しているが、エスワティニでは再導入されている。

## 形態
体長200-340センチメートル。肩高100-170センチメートル。体重300-900キログラム。全身の毛衣は粗く、黒や褐色だが、生息している場所で個体差がある。
雌雄共に下方へ向かった後に上方へ向かう湾曲した約1mの角がある。角の基部は隆起し、頭頂部を覆う。

## 生態
草原やサバンナ、湿地帯、森林地帯、山岳地帯などに生息する。100頭以上の群れを形成して生活する。1,000-2,000頭にもなる大規模な群れを形成することもある。ボスは角を使った勝敗によって世代交代し、老齢個体は群れから離れ単独で生活することもある。薄暮時に採食を行い、昼間は水場で水を飲んだり泥浴びを行う。
野生下での寿命は16～18年ほど、飼育下では25年を超える個体が確認されている。
決まった繁殖期はなく、妊娠期間は340日程で、1回の出産で1頭の子どもを産む。生まれた子どもは30㎏程の重さである。
気性はとても荒いが、産まれたばかりの赤ちゃんには手は出さない。
天敵はライオンであり、マニャラ公園ではアフリカスイギュウがライオンの全体の食事量の62%を占める。
とりわけオスライオンが成体をよく狙う傾向にあり、マラマラ保護区でオスライオンに殺された本種の3分の2は成体であった。
一方で凶暴な本種が反撃によりライオンを返り討ちにしたり、自発的な襲撃を行う場合もまれにある。そのため生息域に居住する人たちからは「黒い死神」と呼ばれ恐れられている。
アフリカスイギュウは気性が荒く、アフリカで最も多く人間のハンターを殺したと言われている。

## 人間との関係
森林伐採や農地開発・家畜の過放牧による生息地の破壊、食用の狩猟などにより生息数は減少している。干ばつや感染症による影響も懸念されている。
日本では、スュンケルス・カフェルとして、特定動物に指定されている。
90年代に南アフリカ共和国のクルーガー国立公園とその周辺で口蹄疫が流行した際、共和国政府が立案した繁殖計画に群馬サファリパークが賛同して、飼育していた個体群から雄7頭と雌18頭を無償提供した事例がある。